# پیر ژرژه
پیر ژرژه (فرانسوی: Pierre Georget‎; ۹ اوت ۱۹۱۷ – ۱ اوت ۱۹۶۴) دوچرخه‌سوار اهل فرانسه بود.
وی در مسابقات کشوری و بین‌المللی در مجموع برندهٔ ۱ مدال نقره، ۱ مدال برنز شده‌است.